# Hamnkläppen
Hamnkläppen är klippor nära Skäriråsen i Nagu,  Finland.   De ligger i Pargas stad i landskapet Egentliga Finland. Ön ligger omkring 4 kilometer öster om Skäriråsen, omkring 43 kilometer söder om Nagu kyrka,  75 kilometer söder om Åbo och 180 km väster om Helsingfors. Närmaste allmänna förbindelse är förbindelsebryggan vid Borstö som trafikeras av M/S Nordep. Hamnkläppen ligger 8 meter över havet. De ligger på ön Gråskären.
Terrängen runt Hamnkläppen är mycket platt.  Det finns inga samhällen i närheten. 